# Anuvinda
Anuvinda là một chi nhện trong họ Titanoecidae.

## Các loài
- Anuvinda escheri (Reimoser, 1934)
- Anuvinda milloti (Hubert, 1973)